# WASF3
WASF3‏ (WAS protein family member 3) هوَ بروتين يُشَفر بواسطة جين WASF3 في الإنسان.